# Ganglion santinelă
Rolul ganglionilor limfatici este de a acționa precum un filtru care previne temporar răspândirea celulelor canceroase în procesul de diseminare al unei tumori maligne primare. Diseminarea are loc pe cale hematogenă sau limfatică, celulele se detașează de la tumora primară prin intermediul neovascularizației și pătrunde în patul circulator. Metastazele de la nivelul rețelei limfatice loca-regionale preced, adesea, metastazele localizate la nivelul scheletului, rezultate din diseminarea pe cale hematogenă. Primul ganglion limfatic care primește lichidul interstițial provenit de la tumora primarǎ, reprezintă ganglionul santinelǎ.

## Definiție
Ganglionul limfatic santinelă (GLS) reprezintă primul ganglion dintr-o rețea limfatică corespunzătoare unei regiuni anatomice, care drenează lichidul limfatic provenind de la tumora primară. Altfel spus, acesta reprezintă prima “stație” în care celulele canceroase diseminează pe cale limfatică. Prin urmare, prezintă cel mai mare risc de a "adăposti" celule maligne.

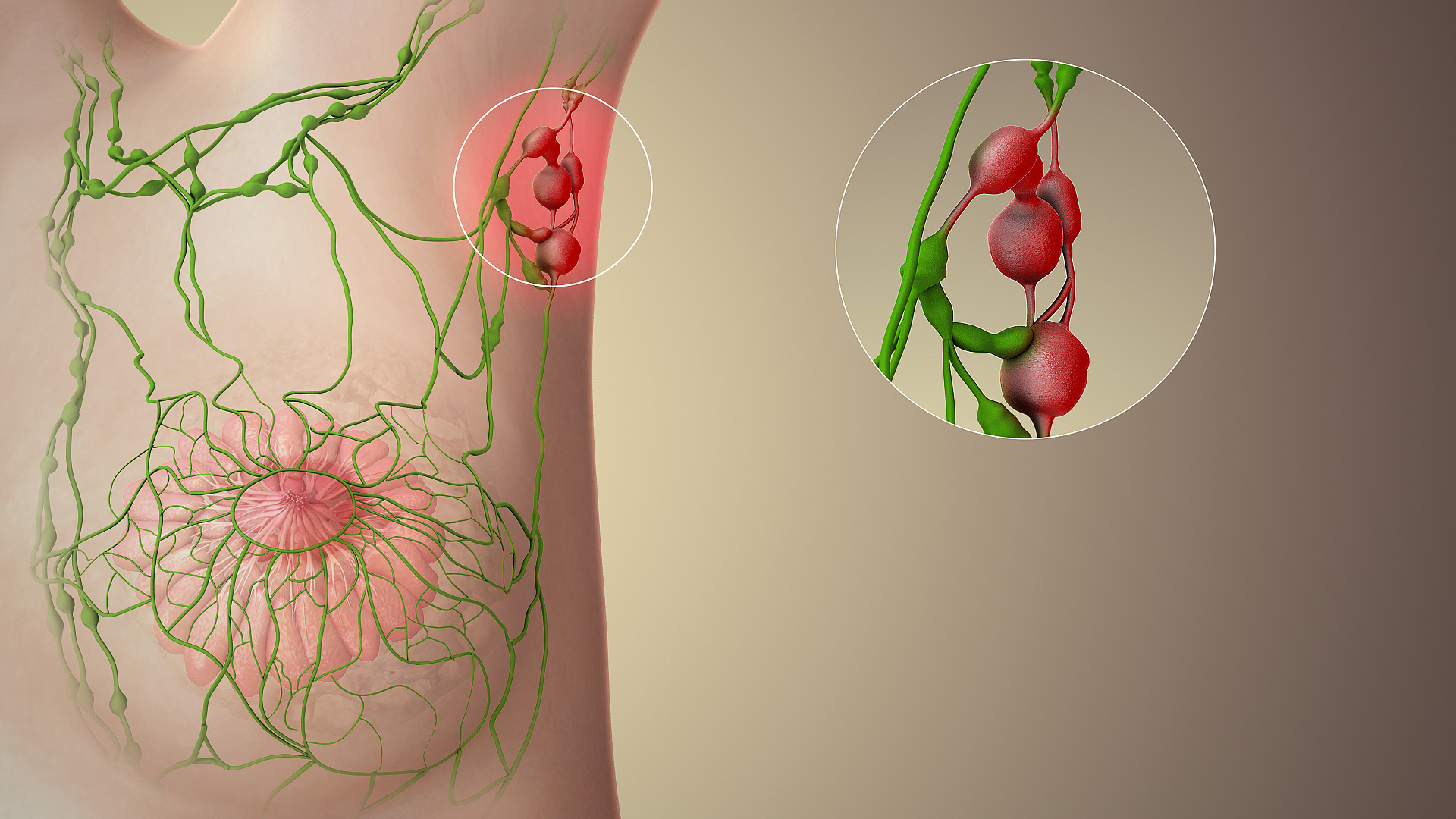
Ganglioni limfatici aparținând grupului axilar.

Mai este numit și ganglionul limfatic al primului nivel sau primul ganglion limfatic al eșanolului. De la acest ganglion, fluidul limfatic drenează prin vasele eferente și ceilalți ganglioni limfatici din rețeaua din care face parte.
Prin urmare, condiția ganglionului santinelă reflectă condiția generală a rețelei limfatice din care face parte. Scopul detecției și biopsiei de ganglion santinelă devine, în acest sens, identificarea metastazelor (tumori sau diseminări secundare) într-un stadiu incipient al afecțiunii oncologice.
Conceptul de "ganglion/nodul santinelă" are o istorie lungă, însă prima descriere a procedurii a fost publicată de Morton și Cochrane în 1992 la pacienți diagnosticați cu melanom cutanat.

## Cartografierea
Conceptul de cartografiere limfatică se bazează pe principiul formulat de William Halsted, conform căruia cancerul metastazează întâia oară la ganglionii limfatici regionali, și mai tarziu la organe și țesuturi îndepărtate. Cele mai frecvente locuri de diseminare sunt: ficatul, plămânii, scheletul. În absența metastazelor în alte părți ale corpului, îndepărtarea nodulilor limfatici afectați vindecă pacientul.
Rolul de barieră al ganglionilor limfatici creează o oportunitate pentru instituirea tratamentului chirurgical radical regional, necesar pentru vindecarea pacientului. Pentru a profita de această oportunitate, afectarea nodulilor limfatici trebuie detectată în stadii cât mai incipiente.
Prin intermediul cartografierii limfatice se identifică și se îndepărtează ganglionul santinelă, și se determină dacă conține metastaze secundare. Cunoașterea acestei condiții, facilitează adoptarea deciziilor informate cu privire la limfadenectomia totală loco-regională pentru eliminarea oricăror potențiali ganglioni limfatici afectați, precum și a celor legate de aplicarea terapiei adjuvante sistemice.

## Tehnica detecției
Încă de la începutul anilor 1990, tehnica Blue Dye, pe bază de colorant cu albastru de metilen sau isosulfan, și limfoscintigrafia pe bază de radioizotopi, au fost cele mai folosite metode pentru localizarea ganglionilor santinelă în cancerul de sân.
Societatea Americană de Oncologie Clinică sugerează faptul că utilizarea combinată a radioizotopilor și a colorantului în timpul realizării biopsiei de ganglion santinelă, generează o rată mai mare de detecție ( >90%) și o rată mai mică de rezultate fals-negative (< 5-10%), comparativ cu utilizarea unei singure metode.
Începând cu anul 2005, a fost introdus un nou agent de identificare a ganglionului santinelă, numit ICG (verde de indocianină), un colorant fluorescent non-alergenic și non-radioactiv.

### Limfoscintigrafia
Limfoscintigrafia constă în injectarea unui radiofarmaceutic, cu specificitate pentru rețeaua limfatică, și înregistrarea radioactivității de la acest nivel prin intermediul unui aparat, numit SPECT (Single-Photon Emission Computed Tomography).

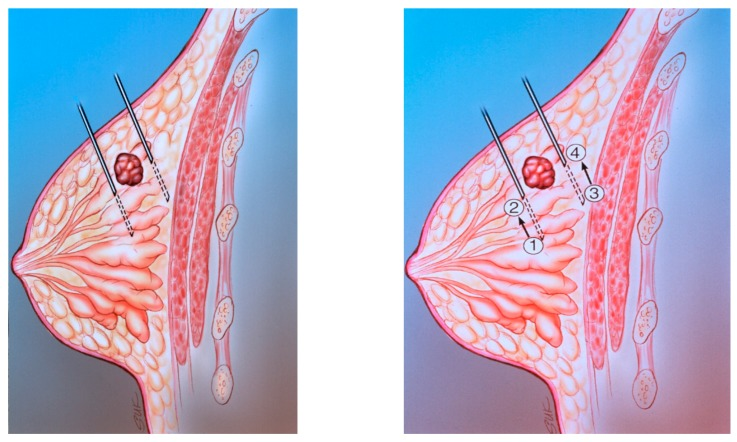
Injecția peri-tumorală a radiotrasorului în cancerul localizat la sân. Radiotrasorul este injectat, inițial, în punctele marcate cu 1 și 3, după care acele sunt retrase în punctele marcate cu 2 și 4, în care sunt injectate și celelalte doze de radiotrasor.

Radiofarmaceuticele cel mai des utilizate pentru efectuarea limfoscintigrafiei sunt alcătuite din radioizotopi pe bază de technețiu (Tc-99m) "cuplați" cu particule de albumină nanocoloidală. Radiotrasorul ideal trebuie să aibă un tranzit rapid până la ganglionul santinelă și o retenție îndelungată la nivelul grupului regional de ganglioni limfatici.
În țările europene, radiofarmaceuticul de elecție este Tc-99m legat la albumina serica umană nanocoloidală (Tc-99m-Nanocoll), având particule de dimensiuni mici și intermediare (5–80 nm). Particulele mai mari de 200 nm se drenează greu și rămân de obicei la locul puncției.
In Statele Unite singurul radiofarmaceutic aprobat pentru limfoscintigrafie este Tc-99m-sulf coloidal.
În general, drenajul, distribuția, și "cleareance"-ul particulelor coloidale radioactive prin sistemul limfatic, variază și depinde de dimensiunea particulei. Particulele de mici dimensiuni sunt drenate și eliminate cele dintâi, și permit vizualizarea scintigrafică imediată a ganglionului santinelă, în timp ce particulele de mari dimensiuni au avantajul unei retenții prelungite la nivelul ganglionului santinelă,  ceea ce permite identificarea intraoperatorie a acestuia în ziua următoare, fiind eliminate cel mai târziu din rețeaua limfatică.
Radiofarmaceuticul este drenat de la locul puncției prin vasele limfatice și se acumulează la nivelul nodului santinelă prin fagocitoză realizată de macrofage, sau prin retenție, dacă particula este de dimensiuni mari.
Cartografierea limfoscintigrafică cu ajutorul unui radiotrasor preoperator este recomandată datorită potențialului și beneficiilor pe care le oferă legate de acuratețea stabilirii gradului de diseminare al tumorii maligne primare și reducerea morbidității.
Prin efectuarea limfoscintigrafiei se identifică bazinul limfatic către care drenează tumora primară, cât și numărul total de ganglioni santinelă.
Limfoscintigrafia se realizează, de regulă, în după-amiaza care precede intervenția chirurgicală de îndepărtare a ganglionului santinelă identificat, dacă intervenția este programată în dimineața următoare, sau în aceeasi zi, cu 4-6 ore înainte, în funcție de logistica unității medicale.
Scintigrafia este o metodă eficientă de observare a gradului de absorbție a radiotrasorului la nivel nodulilor din orice zonă adiacentă tumorii, și îmbunătățește identificarea tuturor ganglionilor relevanți, și astfel localizarea tuturor ganglionilor santinelă.
Achiziția de imagini are loc în mai multe etape:
Etapa vasculară sau dinamică: această etapă începe imediat după injectarea radiotrasorului, cu pacientul aflat in decubit dorsal, și se obțin imagini precoce ale drenajului limfatic, oferind informații importante cu privire la localizarea ganglionului santinelă și acestora de ganglionii secundari localizați în același pat limfatic.
Etapa planară sau statică: achiziția de imagini de la momentul injectării radiotrasorului se recomandă la intervale de 15-30 minute, de 1 oră, în cazuri excepționale de 2–4 ore, și dacă este necesar, chiar și la 18-24 ore. 
Este recomandată scanarea în cel puțin două sau trei ipostaze în planurile: anterior, 45° oblic-anterior și lateral.
Indicațiile de utilizare a tehnologiei SPECT sau scanarea în plan tridimensional, în detecția ganglionului santinelă:
- imposibilitatea vizualizării ganglionului santinelă pe scintigrafia convențională planară
- obezitate
- prezența nodulilor santinelă extra-regionali
- drenaj limfatic dificil de caracterizat

### Blue Dye
Prima utilizare a tehnicii pe bază de colorant albastru a fost propusă de Giuliano et. al pentru cancerul de sân în 1994. Autorii au identificat noduli limfatici santinelă de colorație albastră în 114 din 172 de pacienți (65.5%).
În prezent, limfoscintigrafia pe bază de radioizotopi cu particule nanocoloidale combinată cu tehnica colorantului albastru este considerată "Gold-Standard"-ul pentru detecția ganglionului santinelă, cu toate că multe centre medicale utilizează aceste metode separat, deoarece se pot obține rate de detecție similare satisfăcătoare. Alegerea tehnicii depinde de disponibilitatea în țara respectivă, scintigrafia pe bază de radioizotopi fiind mult mai puțin utilizată în țările în curs de dezvoltare sau subdezvoltate.
Cel mai comun colorant utilizat este albastru isosulfan (Lymphazurin 1% ) sau albastru patent (Patent Blue V), și mai puțin utilizați sunt albastru de metilen și carmin indigo. Reacții adverse raportate ale colorantului albastru sunt: eritem persistent, ulceratii superficiale, leziuni necrotice.

### ICG
Disponibilitatea scăzută a radioizotopilor în țările în curs de dezvoltare sau subdezvoltate a inițiat dezvoltarea unor metode alternative de detecție a ganglionilor santinelă.
Verde de indocianină, prescurtat și ICG, este o substanță fluorescentă vizbilă la lumina NIR (Near Infra-Red Light) , non-alergică și non-radioactivă, care permite medicilor specialiști chirurgi să observe în timp real vasele limfatice subcutanate.
Rata de detecție a ganglionilor santinelă cu ajutorul ICG se ridică la 93-100%, fiind superioară metodei de detecție prin colorant albastru, și comparabilă cu marcarea radioizotopică.
Cu toate acestea, se recomandă utilizarea ICG în combinație cu colorantul albastru, din motive de siguranță: există riscul ca în cazul lezării vaselor limfatice, verdele de indocianină să contamineze celelalte țesuturi, făcând dificilă diferențierea ganglionilor santinelă de țesuturile adipoase. Colorantul albastru poate fi utilizat ca alternativă în aceste cazuri, deoarece poate fi mult mai ușor de recunoscut.
În plus, tehnica cu ICG necesită încă o validare extensivă prin studii clinice de lungă durată sau pe scară largă, pentru testarea eficienței, siguranței biologice și a efectelor adverse.

## Biopsia
Examinarea histopatologică a biopsiei de ganglion santinelă reprezintă “Gold Standard"-ul în identificarea metastazelor secundare în stadiile incipiente ale dezvoltării neoplaziei maligne.
Pacienții cu examen histopatologic pozitiv al ganglionului santinelă sunt recomandați pentru rezecția completă a patului limfatic din care ganglionii fac parte, un procent semnificativ de 12-25% dintre acești ganglioni sunt identificați ca fiind pozitivi .

### GLS din melanomul cutanat
Un melanom poate să dreneze lichidul limfatic în unul sau mai multe bazine limfatice, caz des întâlnit în localizarea melanomului la nivelul medianei trunchiului sau în regiunea capului și a gâtului.
Grosimea Breslow este cel mai important factor care determină indicația pentru biopsie de nodul santinelă. Indicele Breslow caracterizează gradul de invazie al neoplaziei localizată la regiunea cutanată.
Indicații ale biopsiei de ganglion santinelă includ, dar nu se limitează, la următoarele:
- Melanom invaziv cu grosime Breslow > 1mm
- Pacienți cu melanom având grosime Breslow < 1 mm, dar cu următoarele criterii de selecție: 
  - ulcerație prezentă la nivelul leziunii
  - o rată a diviziunii mitotice crescută (=rată de proliferare a celulelor canceroase)
  - regresia leziunii cu dovadă documentată anterior a grosimii >=1 mm
  - regresie de până la 50-75% a întregii leziuni pigmentare

Datorită ratei crescute de supraviețuire de care pacienții beneficiază de pe urma limfadenectomiei multi centrate selective, biopsia de nodul santinelă se recomandă pentru melanom având o grosime Breslow de valoare intermediară, cuprinsă între 1.2-3.5 mm.
Contraindicații:
- Melanom primar și satelitoză (hiperplazia celulelor gliale) : acești pacienți se află deja în stadiul III de diseminare a afecțiunii neoplazice (informațiile oferite de biopsia ganglionului santinelă nu va schimba prognosticul sau abordarea terapeutică)
- Pacienți care au melanom cu o grosime semnificativă au de obicei un prognostic slab și un risc ridicat de diseminare la distanță, documentată paraclinic.
- La pacienți cu o grosime mică a melanomului, riscul de diseminare ganglionară se află sub 5%, și nu se recomandă biopsia de ganglion santinelă (grosime<1 mm sau melanom "in situ")
- Stare generală deteriorată
- Comorbidități asociate
- Complianța scăzută a pacientului
- Diseminare la distanță (invazie neoplazică sistemică sau metastaze ale ganglionilor limfatici evidențiate la examenul clinic sau la ecografie).

Biopsia de nodul santinelă este mult facilitată dacă localizarea melanomului se află la nivelul extremităților sau a trunchiului. În regiunea capului și a gâtului, procedura poate fi ingreunată din cauza drenajului limfatic și a anatomiei mult mai complexe de la acest nivel.
Cu toate acestea, s-a demonstrat o rată de succes de identificare a nodulului santinelă de până la 95.2%, care poate fi mult îmbunătățită cu ajutorul limfoscintigrafiei preoperatorii SPECT, și utilizarea intraoperatorie a gamma-probe.

### GLS din carcinomul mamar
Cartografierea și biopsia ganglionului santinelă a devenit o tehnică de rutină în managementul tratamentului cancerului de sân, contribuind la dezvoltarea unor proceduri chirurgicale mai puțin invazive și reducerea ratei de morbiditate prin limitarea indicației de limfadenectomie totală. 
Anterior, decizia legată de limfadenectomia ganglionilor axilari era influențată de localizarea și dimensiunile tumorii primare, iar înlăturarea tuturor ganglionilor limfatici axilari reprezenta principala abordare chirurgicală, asociată cu o incidență crescută de apariție a complicațiilor postoperatorii: limfedemul brațului, reducerea mobilității brațului, risc crescut de infecții. 
Statusul ganglionilor axilari reprezintă cel mai important indicator prognostic pentru pacienți diagnosticați cu cancer mamar invaziv aflat în stadii incipiente.
Acuratețea stadializării ganglionilor limfatici este esențială atât pentru diagnosticul prognostic în primele etape de dezvoltare a cancerului mamar, cât și pentru managementul tratamentului – care are ca și scop limitarea diseminării neoplasmului.
Localizarea și biopsia ganglionului santinelă reprezintă în prezent procedura standard de stadializare a ganglionilor limfatici axilari la pacienți diagnosticați cu cancer mamar. Această procedură a înlocuit metoda clasică, de rutină,  de limfadenectomie totală axilară la pacienți cu carcinoame în stadii incipiente identificate la biopsie, cu confirmarea ulterioară a absenței metastazelor nodulilor limfatici axilari la examenul histopatologic.
Limfadenectomia axilară totală este tratament standard pentru pacienții identificați cu ganglioni axilari pozitivi (metastaze prezente) deoarece prezintă un risc mai mare pentru dezvoltarea metastazelor la distanță. De asemenea, este folosită pe scară largă în managementul pacienților la care ganglionul santinelă nu a fost identificat intraoperator, dar pentru care statusul de incertitudine devine problematic.
Pacienții cu rezultat negativ la examen histopatologic al biopsiei de ganglion santinelă axilar , folosită ca și metodă de rutină, nu necesită limfadenectomie totală axilară.
Biopsia a scăzut drastic ratele morbidității, ca urmare a limitării indicatiei de limfadenectomie totală axilară.
Indicațiile pentru biopsia ganglionului santinelă sunt:
Absolute:
- Tumoră de grad T1 sau T2
- Carcinomul ductal in situ cu indicație de mastectomie
- Vârsta înaintată
- Obezitate
- Cancerul mamar al bărbaților

Relative:
- Tumoră de grad T3 sau T4
- Cancer mamar cu caracter inflamator
- Tumoră multifocală sau multicentrică
- Diagnostic antecedent sau biopsia excizională a sânului
- Chirurgia sânului de cauză non-oncologică în antecedente